# Henry de Montherlant
Henry Marie Joseph Frédéric Expedite Millon de Montherlant (n. 20 aprilie 1895, Paris, Île-de-France, Franța – d. 21 septembrie 1972, Paris, Région parisienne, Franța) a fost un scriitor francez.
În 1960 a devenit membru al Academiei Franceze.
A scris o operă romanescă vastă cu punct de plecare în teoria lui André Gide a „disponibilității”, pe care a convertit-o în teoria „alternanței” trăirii simultane a atitudinilor celor mai contradictorii de câtre eul individual, hedonism și eroism, catolicism și păgânism, misoginism și senzualitate.
A fost un remarcabil stilist.

## Scrieri

### Romane
- 1920: La relève du matin ("Schimbul de dimineață");
- 1922: Le songe ("Visul");
- 1926: Les bestiaires ("Bestiariile");
- 1927: Aux fontaines du désir ("La izvoarele dorinței");
- 1929: La petite enfante de Castille ("Mica infantă de Castilia");
- 1934: Les célibatiares ("Celibatarii");
- 1936/1939: Les jeunes filles ("Tinerele").

### Drame istorice
- 1942: La reine morte ("Regina moartă");
- 1943: Fils de personne ("Fiul nimănui");
- 1947: Le maître de Santiago ("Stăpânul din Santiago");
- 1954: Port-Royal.

- Război civil
- Maestrul Ordinului Santiago
- Malatesta
- Cardinalul Spaniei

### Eseuri și memorialistică
- 1941: Le solstice de juin ("Solstițiul de iunie");
- 1947/1957: Carnets ("Carnete");
- 1972: La tragédie sans masque ("Tragedia fără mască").